# Hans Dorn
Hans Dorn (1430 – 1509) è stato un artigiano austriaco.
Fu allievo a Vienna, fra il 1450 e il 1461, degli astronomi Georg von Peuerbach (1423-1461) e Johannes Müller, detto Regiomontanus (1436-1476). Verso il 1470 entrò al servizio del re di Ungheria Mattia I Corvino (1440-1490). Realizzò numerosi strumenti scientifici, come astrolabi, globi celesti, sfere armillari, torqueti e orologi solari. Strumenti costruiti da lui o a lui attribuiti sono conservati nel Museo dell'Università Jagellonica di Cracovia, al British Museum di Londra, al Museum of the History of Science di Oxford e al Museo Galileo di Firenze. Nel 1490, dopo la morte di Mattia Corvino, Dorn ritornò a Vienna, ritirandosi in un monastero benedettino, dove rimase fino alla morte.